# 方声敏
方声敏（1995年11月21日—，綽號王者小弟），中国大陆龙珠直播网路播客，直播游戏《英雄联盟》。

## 争议
- 方声敏常在直播中与观众对骂。[1][2]
- 2015年3月，方声敏使用他人账号进行直播，却因为使用插件导致被封号。[3]
- 2015年8月，方声敏从斗鱼TV跳槽到龙珠直播，斗鱼TV官方称其毁约并起诉到法院。[4]